# (13010) Germantitov
(13010) Germantitov (1986 QR5) – planetoida z pasa głównego asteroid okrążająca Słońce w ciągu 5,55 lat w średniej odległości 3,13 j.a. Odkryta 29 sierpnia 1986 roku.